# Вальтер Шредер
Вальтер Шредер (нім. Walter Schröder, 29 грудня 1932 — листопад 2022) — німецький академічний веслувальник.
Олімпійський чемпіон 1960 року в складі вісімки.
Чемпіон Європи 1959 року в складі вісімки.